# Brahmagupta

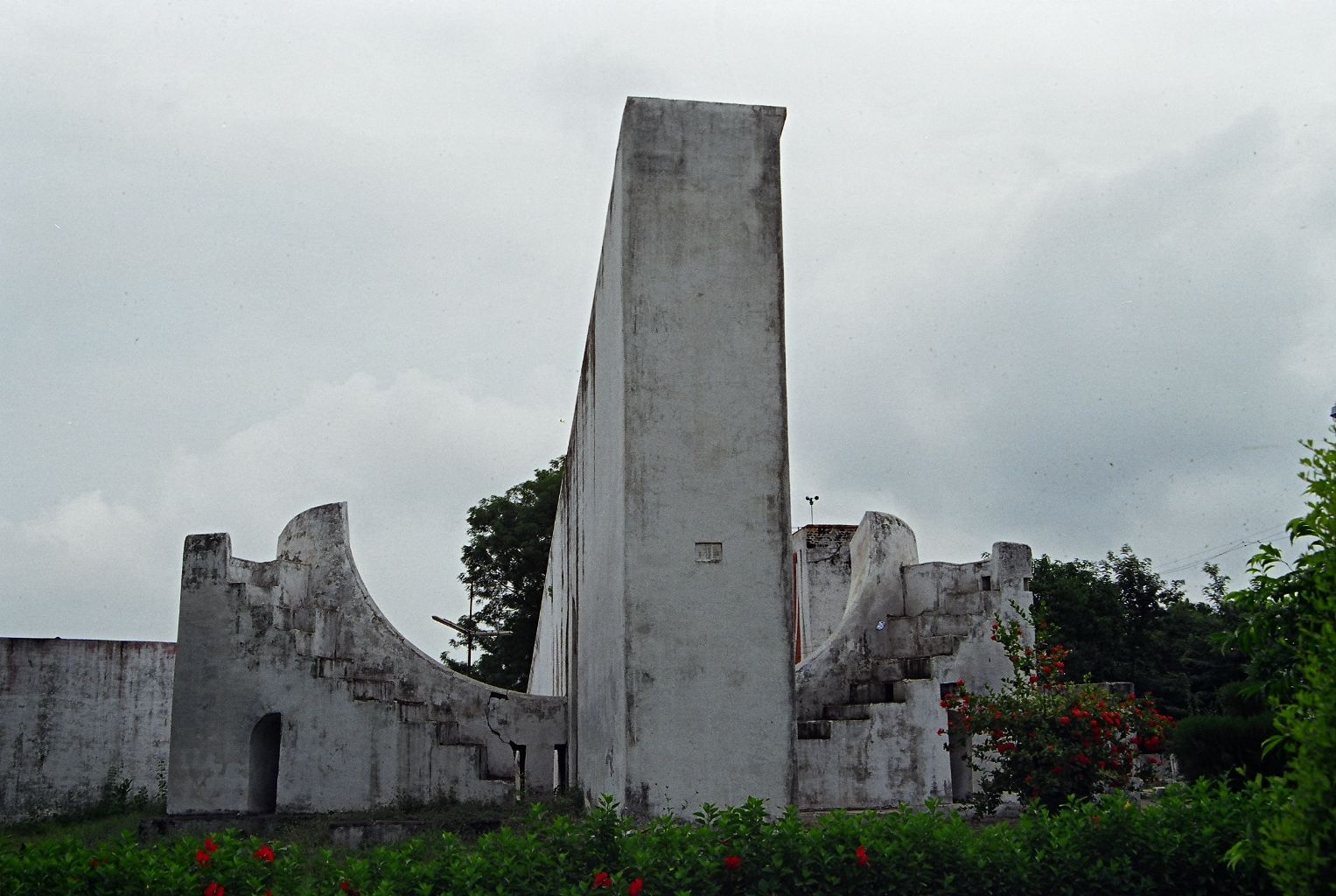
Observatorium in Ujjain

Brahmagupta (Devanagari-Schrift ब्रह्मगुप्त; * 598; † nach 665) war ein indischer Mathematiker und Astronom. Er benutzte nachweislich als erster Mathematiker die geschriebene Zahl Null.

## Leben
Er stammte aus der Stadt Bhillamala (heute Bhinmal in Rajasthan), die zu seinen Lebzeiten ein Zentrum der indischen Mathematik und Astronomie war. Später leitete er das astronomische Observatorium in Ujjain und verfasste in dieser Funktion zwei Arbeiten zur Mathematik und zur Astronomie: das Buch Brahmasphutasiddhanta (Sanskrit ब्राह्मस्फुटसिद्धान्त Brāhmasphuṭasiddhānta, deutsch ‚Vervollkommnung der Lehre Brahmas‘) im Jahre 628, einen theoretischen Text, und das Buch Khandakhadyaka (deutsch etwa ‚Essenhäppchen‘) im Jahre 665, das sich mit astronomischen Rechnungen beschäftigt.

## Bedeutung
Das Brahmasphutasiddhanta ist der früheste bekannte Text, in dem die mathematisch vollständige Null als geschriebene Ziffer behandelt wird. Zuvor hatten im 6. Jahrhundert v. Chr. bereits die Babylonier den Wert Null als Leerzeichen verwendet und der indische Mathematiker Aryabhata (* 476; † um 550) das vollständige Konzept der Null entwickelt. Darüber hinaus stellte Brahmagupta in diesem Werk Regeln für die Arithmetik mit negativen Zahlen und mit der Zahl 0 auf, die schon weitgehend unserem modernen Verständnis entsprechen. Der größte Unterschied bestand darin, dass Brahmagupta auch die Division durch 0 zuließ, während in der modernen Mathematik Quotienten mit dem Divisor 0 nicht definiert sind.
Er benutzte Variablen, die yāvat-tāvat ‚so viel wie‘ hießen und beliebige Objekte bezeichneten. Bei Rechnungen mit mehreren Variablen benutzte er einen Buchstaben in verschiedenen Farben.
Zu seinen bekanntesten Resultaten gehören zwei nach ihm benannte Lehrsätze über Sehnenvierecke: Der Satz von Brahmagupta, der eine Seitenhalbierung in bestimmten Sehnenvierecken beschreibt, und die Formel von Brahmagupta, die die Fläche eines beliebigen Sehnenvierecks berechnet. Auf ihn geht auch die Brahmagupta-Identität zurück.